# Diporiphora nobbi
Diporiphora nobbi — вид ігуаноподібних ящірок родини агамових (Agamidae). Ендемік Австралії.

## Поширення і екологія
Diporiphora nobbi мешкають на сході Австралії, від північно-східного Квінсленду через Новий Південний Уельс до північно-східної Вікторії і сусідніх районів Південної Австралії. Вони живуть в склерофітних лісах, а також в маллі та в інших чагарникових заростях.